# Meylia intermedia
Meylia intermedia is een rondwormensoort uit de familie van de Meyliidae.